# 당동초등학교
당동초등학교(堂洞初等學敎)는 대한민국 경기도 군포시에 위치한 공립 초등학교이다.

## 학교다
- 2003년 1월 13일 당동초등학교 설립 인가
- 2003년 3월 1일 개교
- 2003년 3월 1일 초대 하열우 교장 취임
- 2005년 3월 1일 제 2대 한봉우 교장 취임
- 2008년 3월 1일 제 3대 김태영 교장 취임
- 2011년 9월 1일 제 4대 송명순 교장 취임
- 2019년 9월 1일 제 5대 임현상 교장 취임

## 참고 자료
- 당동초등학교 - 한국교육학술정보원 학교알리미